# Gerhard Rodax
Gerhard Rodax (29. srpna 1965, Tattendorf - 16. listopadu 2022, Traiskirchen) byl rakouský fotbalista, útočník. V sezóně 1989/90 byl nejlepším střelcem rakouské bundesligy. V roce 1989 byl vyhlášen rakouským fotbalistou roku.

## Fotbalová kariéra
Začínal v rakouské bundeslize v týmu SK Admira Wien. Dále hrál ve španělské lize za Atlético Madrid, se kterým v roce 1991 vyhrál španělský fotbalový pohár. Po návratu do Rakouska hrál za SK Rapid Vídeň. Kariéru končil v týmu FC Admira/Wacker Wien. V Poháru vítězů pohárů nastoupil v 6 utkáních a dal 3 góly a v Poháru UEFA nastoupil v 6 utkáních a dal 1 gól. Za rakouskou reprezentaci nastoupil v letech 1985-1991 ve 20 utkáních a dal 3 góly. Byl členem rakouské reprezentace na Mistrovství světa ve fotbale 1990, nastoupil ve 2 utkáních a dal 1 gól.

## Ligová bilance
| Ročník                                | Zápasy | Góly | Klub               |
| ------------------------------------- | ------ | ---- | ------------------ |
| Rakouská fotbalová Bundesliga 1982/83 | 3      | 0    | Admira Wacker Wien |
| Rakouská fotbalová Bundesliga 1983/84 | 11     | 1    | Admira Wacker Wien |
| Rakouská fotbalová Bundesliga 1984/85 | 29     | 8    | Admira Wacker Wien |
| Rakouská fotbalová Bundesliga 1985/86 | 28     | 6    | Admira Wacker Wien |
| Rakouská fotbalová Bundesliga 1986/87 | 22     | 7    | Admira Wacker Wien |
| Rakouská fotbalová Bundesliga 1987/88 | 30     | 14   | Admira Wacker Wien |
| Rakouská fotbalová Bundesliga 1988/89 | 33     | 13   | Admira Wacker Wien |
| Rakouská fotbalová Bundesliga 1989/90 | 36     | 35   | Admira Wacker Wien |
| Primera División 1990/91              | 26     | 9    | Atlético Madrid    |
| Primera División 1991/92              | 1      | 0    | Atlético Madrid    |
| Rakouská fotbalová Bundesliga 1991/92 | 12     | 4    | SK Rapid Vídeň     |
| Rakouská fotbalová Bundesliga 1992/93 | 31     | 8    | SK Rapid Vídeň     |
| Rakouská fotbalová Bundesliga 1995/96 | 11     | 0    | Admira Wacker Wien |
| CELKEM Rakouská fotbalová Bundesliga  | 246    | 96   |                    |
| CELKEM Primera División               | 27     | 9    |                    |